# Тендер (місто)
Те́ндер (дан. Tønder) — містечко в Данії, регіон Південна Данія, Тендерська комуна. Адміністративний центр комуни. Розташоване на півдні Ютландського півострова, неподалік від дансько-німецького кордону. Відоме як порт на Північному морі з ХІІ ст. Входило до складу герцогства Шлезвіг, яке перебувало під контролем Данії. Було одним із центрів німецькомовного купецтва. У 1866—1920 роках належало Німеччині, було повітовим центром Шлезвіг-Гольштейнської провінції. Передане Данії після Шлезвізького плебісциту всупереч волевиявленню мешканців. Площа — 6,79 км². Населення — 7,564 особа (1 січня 2024).

## Назва
- Те́ндер, або Тьо́ндер (дан. Tønder, МФА: [ˈtsʰønˀɐ]) — сучасна данська назва.
- Тондерн (нім. Tondern, МФА: [ˈtɔndɐn]) — німецька назва; офіційна в 1866—1920 роках.

## Географія
Тендер розташований на дансько-німецькому кордоні.

## Історія
Тендер вперше згадується в середині ХІІ ст. як Тундіра у праці арабського географа Мухаммада аль-Ідрісі. Це був важливий торговий порт на березі Північного моря, на півдні Ютландського півострова.
1243 року Тондерн отримав портові привілеї від Ганзейської ліги. Місто мало великий ринок, на якому торгували товарами з акваторії Балтійського й Північного морів. Основне населення міста складали німецькомовні купці.
1532 року Тондерн постраждав від повені: місто було затоплене, опинившись на кілька метрів нижче рівня моря. У 1550-х роках, з метою захисту міщан, шлезвізький герцог Ганс Старший збудував на захід від Тендера дамби, внаслідок чого міський порт втратив прямий доступ до моря.
У XVII—XVIII ст. місто розквітло завдяки виробництву і торгівлі тондерським мереживом.
До 1864 року Тондерн входив до складу Данського королівства, як частина герцогства Шлезвіг. Проте після воєн 1864—1866 років місто перейшло до Пруссії, яка включила його до своєї новоутвореної Шлезвіг-Гольштейнської провінції. 1868 року Тендер став центром Тондернського повіту цієї провінції, а 1871 року опинився у складі Німецької імперії.
Під час Першої Світової війни у Тондері розміщувалася база дирижаблів-цепелінів імперського флоту Німеччини. 19 липня 1918 року цю базу зруйнували британські повітряні сили. На місці дислокації цепелінів нині працює музей.
Після поразки Німеччини у Першій Світовій війні країна уклала Версальський договір від 28 червня 1919 року, який вимагав провести на території Шлезвігу плебісцит населення про приналежність до Данії. 10 лютого 1920 року, під наглядом спостерігачів від представників Антанти, відбувся плебісцит у Північному Шлезвігу, так званій Зоні І, до якої входив Тондерський повіт і місто Тондерн. 59,1% населення повіту (10.223 особи) проголосували за входження до складу Данії. Проте сам Тондерн — 76,5% мешканців (2.448 осіб) — виявив бажання лишитися в Німеччині. 15 червня того ж року, всупереч волевиявленню тондернців, весь Північний Шлезвіг, включно із Тондернським повітом і містом перейшов під данський контроль.	Місто отримало офіційну данську назву Тендер.
Незважаючи прихід данської влади, місто лишалося переважно німецькомовним до 1945 року, а німецькі партії мали більшість у міській раді. Ситуація змінилася на користь данців завдяки поразці Німеччини у Другій Світовій війні. Від'їзд частини німецького населення спричинив економічно-соціальний занепад Тендера, що вилилося у закритті в 1989 році Тендерської семінарії — найдавнішої педагогічної школи Скандинавії, що існувала від 1788 року.

## Герб

Герб Тендера

Герб Тендера — офіційний символ міста. У синьому щиті золотий трипалубний фрегат, що пливе по зеленому хвилястому морю. Це зображення затвердив данський уряд в 1922 році, й перезатверджував із невеликими змінами в 1970 і 2000 роках.
Зображення середньовічного однопалубного купецького корабля фіксується на печатках міського магістрату від 1443 року й походить від схожого міського герба середини ХІІІ ст. На печатці Тендера 1560 року з'являється трипалубник.
Від XVII ст. замість середньовічного судна зображували кораблі нового часу. Зокрема, на плані міста 1651 року намальовано дещо інакший герб — у срібному полі коричневий трипалубний фрегат, що пливе ліворуч по синьому морю, з триколірним прапором на кормі.
Герб Тендера використовується на міській печатці та територіальній геральдиці Тендерської комуни.

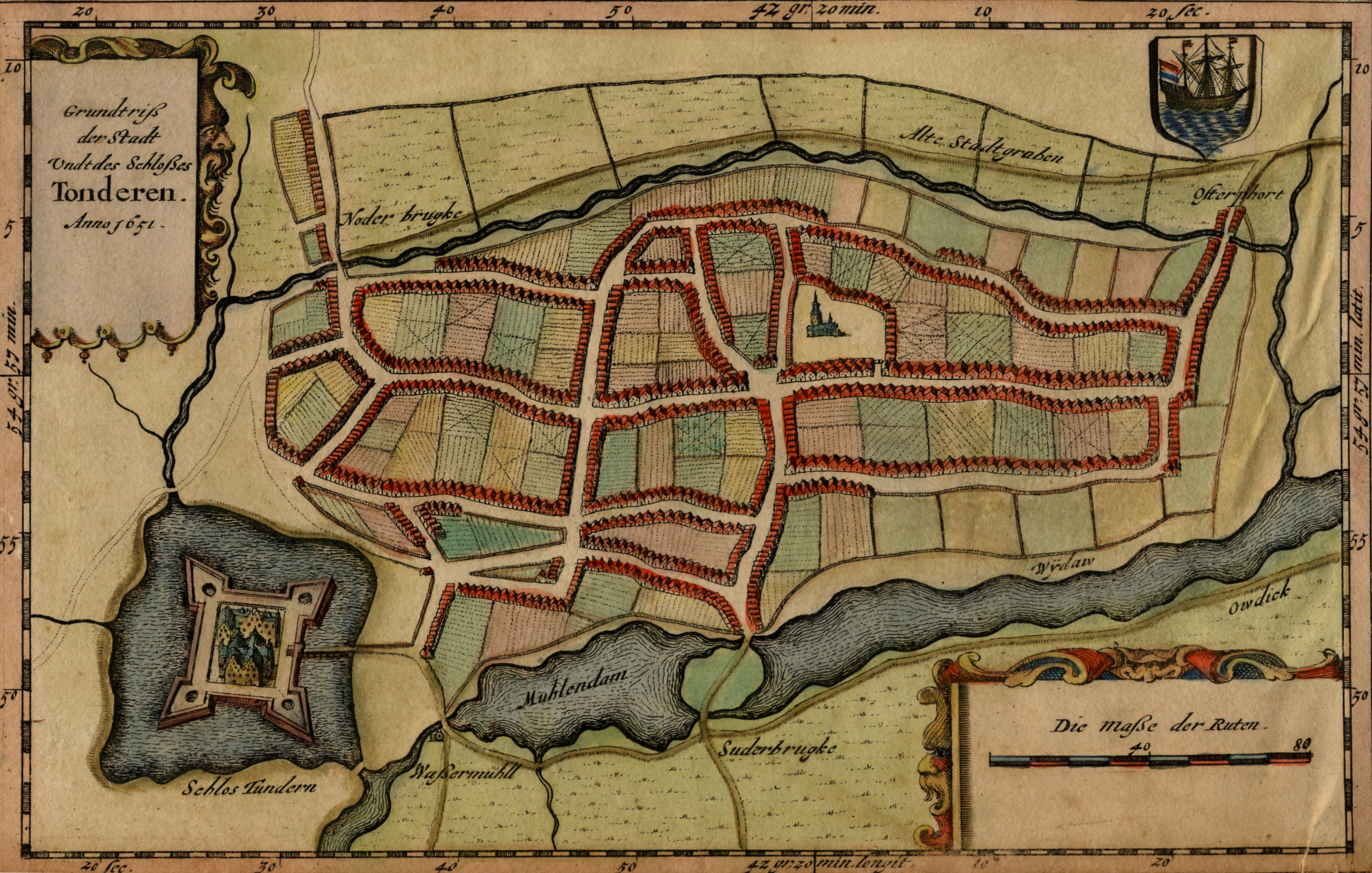
План міста і герб 1651
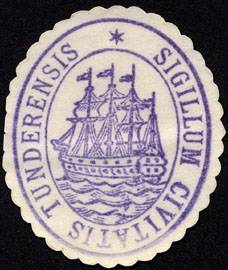
Печатка 1850—1923
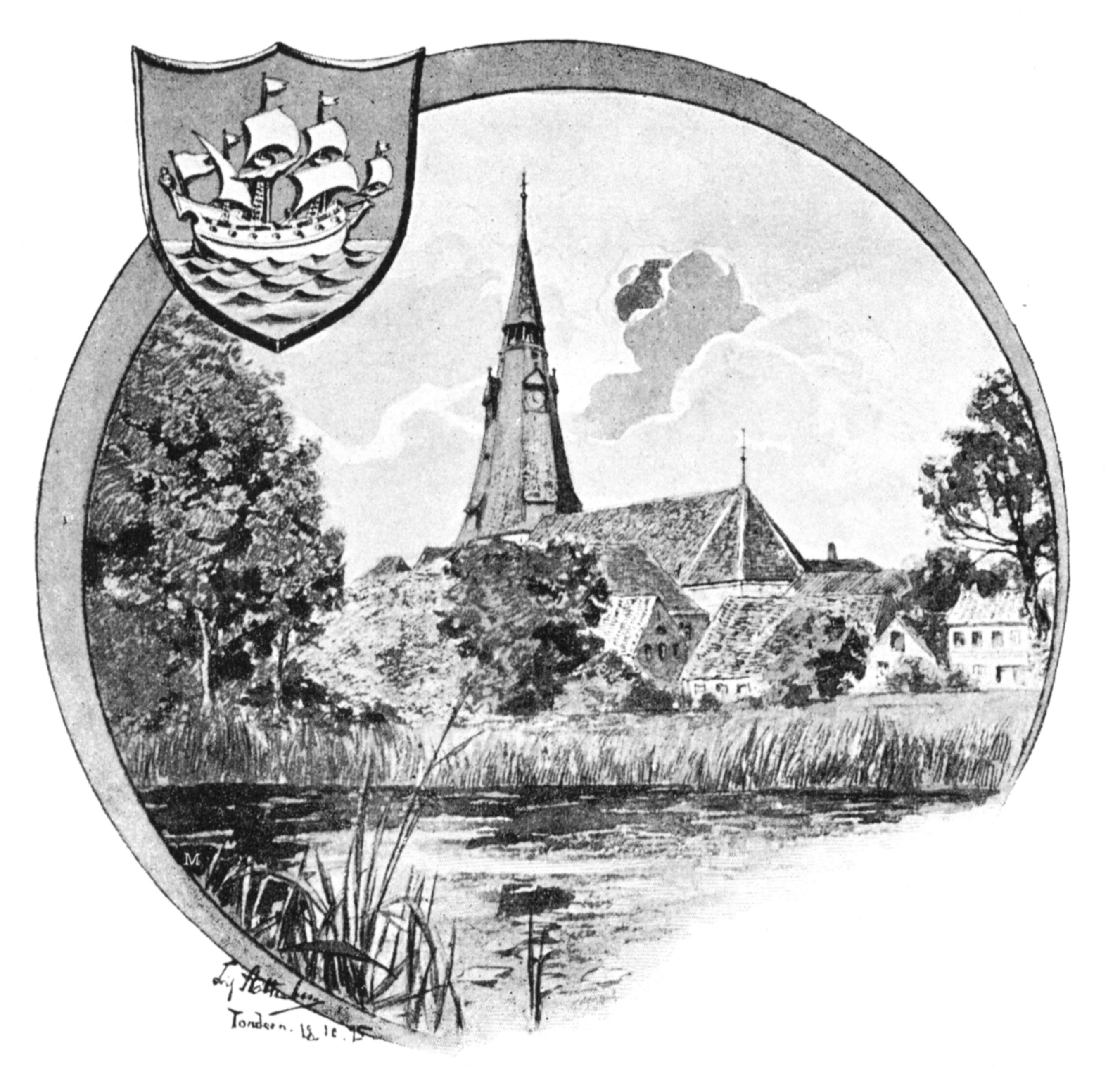
Поштівка 1895